# Gracen Averil
Gracen Averil (Saint Croix, 2 dicembre 1973) è un ex cestista americo-verginiano.

## Carriera
Con le Isole Vergini Americane ha disputato i Campionati americani del 2001.